# Grande Prêmio da Alemanha de 1951
Resultados do Grande Prêmio da Alemanha de Fórmula 1 realizado em Nürburgring em 29 de julho de 1951. Sexta e antepenúltima etapa da temporada, foi palco da primeira vitória na carreira do italiano Alberto Ascari.

## Classificação da prova
| Pos. | Nº | Piloto                | Construtor         | Voltas | Tempo/Diferença  | Grid | Pontos |
| ---- | -- | --------------------- | ------------------ | ------ | ---------------- | ---- | ------ |
| 1    | 71 | Alberto Ascari        | Ferrari            | 20     | 3:23:03.3        | 1    | 8      |
| 2    | 75 | Juan Manuel Fangio    | Alfa Romeo         | 20     | + 30.5           | 3    | 7      |
| 3    | 74 | José Froilán González | Ferrari            | 20     | + 4:39.0         | 2    | 4      |
| 4    | 72 | Luigi Villoresi       | Ferrari            | 20     | + 5:50.2         | 5    | 3      |
| 5    | 73 | Piero Taruffi         | Ferrari            | 20     | + 7:49.1         | 6    | 2      |
| 6    | 91 | Rudi Fischer          | Ferrari            | 19     | + 1 volta        | 8    |        |
| 7    | 82 | Robert Manzon         | Simca-Gordini      | 19     | + 1 volta        | 9    |        |
| 8    | 84 | Louis Rosier          | Talbot-Lago-Talbot | 19     | + 1 volta        | 15   |        |
| 9    | 90 | Pierre Levegh         | Talbot-Lago-Talbot | 18     | + 2 voltas       | 19   |        |
| 10   | 93 | Jacques Swaters       | Talbot-Lago-Talbot | 18     | + 2 voltas       | 22   |        |
| 11   | 94 | Johnny Claes          | Talbot-Lago-Talbot | 17     | + 3 voltas       | 18   |        |
| Ret  | 87 | Yves Giraud-Cabantous | Talbot-Lago-Talbot | 17     | Acidente         | 11   |        |
| Ret  | 81 | Maurice Trintignant   | Simca-Gordini      | 13     | Motor            | 14   |        |
| Ret  | 77 | Felice Bonetto        | Alfa Romeo         | 12     | Magneto          | 10   |        |
| Ret  | 88 | Duncan Hamilton       | Talbot-Lago-Talbot | 12     | Pressão do óleo  | 20   |        |
| Ret  | 78 | Paul Pietsch          | Alfa Romeo         | 11     | Acidente         | 7    |        |
| Ret  | 83 | André Simon           | Simca-Gordini      | 11     | Motor            | 12   |        |
| Ret  | 76 | Giuseppe Farina       | Alfa Romeo         | 8      | Superaquecimento | 4    |        |
| Ret  | 86 | Philippe Étancelin    | Talbot-Lago-Talbot | 4      | Câmbio           | 21   |        |
| Ret  | 85 | Louis Chiron          | Talbot-Lago-Talbot | 3      | Ignição          | 13   |        |
| Ret  | 92 | Toni Branca           | Maserati           | 3      | Motor            | 17   |        |
| Ret  | 79 | Toulo de Graffenried  | Maserati           | 2      | Motor            | 16   |        |

## Tabela do campeonato após a corrida
Classificação do mundial de pilotos
|   | Pos. | Piloto                | Pontos  |
| - | ---- | --------------------- | ------- |
|   | 1    | Juan Manuel Fangio    | 27 (28) |
| 4 | 2    | Alberto Ascari        | 17      |
| 1 | 3    | José Froilán González | 15      |
| 2 | 4    | Giuseppe Farina       | 15      |
| 2 | 5    | Luigi Villoresi       | 15      |

- Nota: Somente as primeiras cinco posições estão listadas. Entre 1950 e 1953 cada piloto podia computar quatro resultados válidos por temporada havendo divisão de pontos em caso de monopostos compartilhados.